# Dinotrema firmidens
Dinotrema firmidens är en stekelart som beskrevs av Papp 2000. Dinotrema firmidens ingår i släktet Dinotrema och familjen bracksteklar. Inga underarter finns listade i Catalogue of Life.